# Irini Wasiliu
Irini Wasiliu (gr. Εἰρήνη Βασιλείου; ur. 18 marca 1990 w Heraklionie) – grecka lekkoatletka specjalizująca się w biegach średniodystansowych, uczestniczka igrzysk olimpijskich w 2016. Jej siostra, Anna, również jest lekkoatletką. 

## Igrzyska olimpijskie
Wzięła udział w biegu na 400 metrów podczas zmagań w lekkoatletyce podczas igrzysk w Rio de Janeiro. W eliminacjach uzyskała rezultat 54,37, który uplasował ją na 54. miejscu w końcowej klasyfikacji. 